# Indy 200 at Mid-Ohio 2025
Das Indy 200 at Mid-Ohio 2025 (offiziell Honda Indy 200 at Mid-Ohio) auf dem Kurs Mid-Ohio Sports Car Course fand am 6. Juli statt und ging über eine Distanz von 90 Runden à 3,633 km. Es war der 10. Lauf zur IndyCar Series 2025.

## Bericht
Vom neunten Startplatz aus ins Rennen gegangen arbeitete sich Scott Dixon (Chip Ganassi Racing) nach vorne auf den zweiten Rang hinter seinen Teamkollegen Alex Palou. Dabei kamen Dixon zwei Gelbphasen zu Hilfe. Zum ersten Mal Gelb war es bereits nach der ersten Runde. Der in dieser Saison bis anhin glücklose Josef Newgarden (Team Penske) schied bereits in der ersten Kurve nach dem Start aus. Seine Hinterräder blockierten beim Bremsen, er touchierte Graham Rahal (RLL) und Newgarden blieb schließlich im Kiesbett stecken. Rahal kam zwar aus dem Kiesbett heraus, sein Rennen war aber ruiniert. Nach einer weiteren Gelbphase in der 31. Runde, Christian Rasmussen (Ed Carpenter Racing) rutschte von der Strecke, ging für den Treibstoffsparenden Dixon das Fenster für eine zwei statt drei Boxenstoppstrategie auf. An der Spitze lag Palou bis sechs Runden vor Schluss. Dann machte der führende in der Fahrermeisterschaft einen kleinen Fehler. Beim Ausgang einer Kurve kam Palou mit den linksseitigen Rädern aufs Gras. Er musste verlangsamen, um nicht ganz von der Piste zu fliegen. Dieser Fehler konnte Dixon ausnutzen und an Palou vorbeiziehen. Im Ziel trennten die beiden Kontrahenten nicht einmal ganz eine halbe Sekunde.
In der Fahrer-Meisterschaft führte weiterhin Palou nach diesem Rennen mit einem Vorsprung von 113 Punkten auf Kyle Kirkwood (Andretti Global).

## Zeitplan
| Datum      | Tag     | Zeit (MESZ) | Zeit (LT) | Session           |
| ---------- | ------- | ----------- | --------- | ----------------- |
| 04.07.2025 | Freitag | 22:30       | 16:30     | Freies Training 1 |
|            |         |             |           |                   |
| 05.07.2025 | Samstag | 16:30       | 10:30     | Freies Training 2 |
| 05.07.2025 | Samstag | 20:30       | 14:30     | Qualifikation     |
|            |         |             |           |                   |
| 06.07.2025 | Sonntag | 15:30       | 09:30     | Warm-Up           |
| 06.07.2025 | Sonntag | 19:00       | 13:00     | Rennen            |

## Meldeliste
| Nr. | Fahrer              | Teams                            | Motor     |
| --- | ------------------- | -------------------------------- | --------- |
| 14  | Santino Ferrucci    | A. J. Foyt Racing                | Chevrolet |
| 41  | David Malukas       | A. J. Foyt Racing                | Chevrolet |
| 26  | Colton Herta        | Andretti Global / Curb-Agajanian | Honda     |
| 27  | Kyle Kirkwood       | Andretti Global                  | Honda     |
| 28  | Marcus Ericsson     | Andretti Global                  | Honda     |
| 5   | Pato O’Ward         | Arrow McLaren                    | Chevrolet |
| 6   | Nolan Siegel        | Arrow McLaren                    | Chevrolet |
| 7   | Christian Lundgaard | Arrow McLaren                    | Chevrolet |
| 8   | Kyffin Simpson      | Chip Ganassi Racing              | Honda     |
| 9   | Scott Dixon         | Chip Ganassi Racing              | Honda     |
| 10  | Alex Palou          | Chip Ganassi Racing              | Honda     |
| 18  | Rinus VeeKay        | Dale Coyne Racing                | Honda     |
| 51  | Jacob Abel          | Dale Coyne Racing                | Honda     |
| 20  | Alexander Rossi     | Ed Carpenter Racing              | Chevrolet |
| 21  | Christian Rasmussen | Ed Carpenter Racing              | Chevrolet |
| 77  | Conor Daly          | Juncos Hollinger Racing          | Chevrolet |
| 78  | Sting Ray Robb      | Juncos Hollinger Racing          | Chevrolet |
| 60  | Felix Rosenqvist    | Meyer Shank Racing               | Honda     |
| 66  | Marcus Armstrong    | Meyer Shank Racing               | Honda     |
| 83  | Robert Shwartzman   | Prema Racing                     | Chevrolet |
| 90  | Callum Ilott        | Prema Racing                     | Chevrolet |
| 15  | Graham Rahal        | Rahal Letterman Lanigan Racing   | Honda     |
| 30  | Devlin DeFrancesco  | Rahal Letterman Lanigan Racing   | Honda     |
| 45  | Louis Foster        | Rahal Letterman Lanigan Racing   | Honda     |
| 2   | Josef Newgarden     | Team Penske                      | Chevrolet |
| 3   | Scott McLaughlin    | Team Penske                      | Chevrolet |
| 12  | Will Power          | Team Penske                      | Chevrolet |

## Klassifikationen

### Freies Training 1
| Pos. | Nr. | Fahrer        | Team                | Motor     | Zeit     |
| ---- | --- | ------------- | ------------------- | --------- | -------- |
| 1    | 27  | Kyle Kirkwood | Andretti Global     | Honda     | 1:05.827 |
| 2    | 5   | Pato O’Ward   | Arrow McLaren       | Chevrolet | 1:06.016 |
| 3    | 10  | Alex Palou    | Chip Ganassi Racing | Honda     | 1:06.040 |

### Freies Training 2
| Pos. | Nr. | Fahrer              | Team                | Motor     | Zeit     |
| ---- | --- | ------------------- | ------------------- | --------- | -------- |
| 1    | 10  | Alex Palou          | Chip Ganassi Racing | Honda     | 1:05.396 |
| 2    | 7   | Christian Lundgaard | Arrow McLaren       | Chevrolet | 1:05.552 |
| 3    | 45  | Louis Foster        | RLL                 | Honda     | 1:05.596 |

### Qualifying
- Fahrzeit Runde 1 / Gruppe 1 und Runde 1 / Gruppe 2: je 10 Min.
- Fahrzeit Schnellste Zwölf (aus Gruppe 1 und Gruppe 2): 10 Min.
- Fahrzeit Schnellste Sechs (aus Schnellste Zwölf): 6 Min.

| Pos. | Nr. | Fahrer              | Team                    | Motor     | Rundenzeit | Ø mph   | Session                |
| ---- | --- | ------------------- | ----------------------- | --------- | ---------- | ------- | ---------------------- |
| 1    | 10  | Alex Palou          | Chip Ganassi Racing     | Honda     | 1:05.0215  | 125,017 | Schnellste Sechs       |
| 2    | 7   | Christian Lundgaard | Arrow McLaren           | Chevrolet | 1:05.2126  | 124,651 | Schnellste Sechs       |
| 3    | 8   | Kyffin Simpson      | Chip Ganassi Racing     | Honda     | 1:05.7555  | 123,622 | Schnellste Sechs       |
| 4    | 6   | Nolan Siegel        | Arrow McLaren           | Chevrolet | 1:05.9262  | 123,302 | Schnellste Sechs       |
| 5    | 26  | Colton Herta        | Andretti Global         | Honda     | 1:06.1218  | 122,937 | Schnellste Sechs       |
| 6    | 45  | Louis Foster        | RLL                     | Honda     | 1:06.2398  | 122,718 | Schnellste Sechs       |
| 7    | 27  | Kyle Kirkwood       | Andretti Global         | Honda     | 1:05.4443  | 124,209 | Schnellste Zwölf       |
| 8    | 66  | Marcus Armstrong    | Meyer Shank Racing      | Honda     | 1:05.5469  | 124,015 | Schnellste Zwölf       |
| 9    | 9   | Scott Dixon         | Chip Ganassi Racing     | Honda     | 1:05.5570  | 123,996 | Schnellste Zwölf       |
| 10   | 21  | Christian Rasmussen | Ed Carpenter Racing     | Chevrolet | 1:05.5861  | 123,941 | Schnellste Zwölf       |
| 11   | 28  | Marcus Ericsson     | Andretti Global         | Honda     | 1:05.5952  | 123,924 | Schnellste Zwölf       |
| 12   | 20  | Alexander Rossi     | Ed Carpenter Racing     | Chevrolet | 1:05.9275  | 123,299 | Schnellste Zwölf       |
| 13   | 76  | Conor Daly          | Juncos Hollinger Racing | Chevrolet | 1:05.7573  | 123,618 | Out Runde 1 / Gruppe 1 |
| 14   | 4   | David Malukas       | A. J, Foyt Racing       | Chevrolet | 1:05.6384  | 123,842 | Out Runde 1 / Gruppe 2 |
| 15   | 5   | Pato O’Ward         | Arrow McLaren           | Chevrolet | 1:05.7726  | 123,589 | Out Runde 1 / Gruppe 1 |
| 16   | 60  | Felix Rosenqvist    | Meyer Shank Racing      | Honda     | 1:05.6392  | 123,841 | Out Runde 1 / Gruppe 2 |
| 17   | 14  | Santino Ferrucci    | A. J, Foyt Racing       | Chevrolet | 1:05.8138  | 123,512 | Out Runde 1 / Gruppe 1 |
| 18   | 2   | Josef Newgarden     | Team Penske             | Chevrolet | 1:05.6489  | 123,822 | Out Runde 1 / Gruppe 2 |
| 19   | 77  | Sting Ray Robb      | Juncos Hollinger Racing | Chevrolet | 1:05.8303  | 123,481 | Out Runde 1 / Gruppe 1 |
| 20   | 15  | Graham Rahal        | RLL                     | Honda     | 1:05.6728  | 123,777 | Out Runde 1 / Gruppe 2 |
| 21   | 3   | Scott McLaughlin    | Team Penske             | Chevrolet | 1:05.8530  | 123,439 | Out Runde 1 / Gruppe 1 |
| 22   | 12  | Will Power          | Team Penske             | Chevrolet | 1:05.6745  | 123,774 | Out Runde 1 / Gruppe 2 |
| 23   | 30  | Devlin DeFrancesco  | RLL                     | Honda     | 1:06.0593  | 123,053 | Out Runde 1 / Gruppe 1 |
| 24   | 90  | Callum Ilott        | Prema Racing            | Chevrolet | 1:05.6757  | 123,772 | Out Runde 1 / Gruppe 2 |
| 25   | 51  | Jacob Abel          | Dale Coyne Racing       | Honda     | 1:06.6460  | 121,97  | Out Runde 1 / Gruppe 1 |
| 26   | 18  | Rinus VeeKay        | Dale Coyne Racing       | Honda     | 1:05.8516  | 123,441 | Out Runde 1 / Gruppe 2 |
| 27   | 83  | Robert Shwartzman   | Prema Racing            | Chevrolet | 1:06.3827  | 122,454 | Out Runde 1 / Gruppe 2 |

### Endergebnis
| Pos. | Nr. | Fahrer                | Team                    | Motor     | Zeit/Rückstand                | Rd. | Frd. | Stopps | Start | Punkte |
| ---- | --- | --------------------- | ----------------------- | --------- | ----------------------------- | --- | ---- | ------ | ----- | ------ |
| 1    | 9   | Scott Dixon           | Chip Ganassi Racing     | Honda     | 1:49:41.0967 Std. 111,166 mph | 90  | 11   | 2      | 9     | 51     |
| 2    | 10  | Alex Palou            | Chip Ganassi Racing     | Honda     | 0,4201                        | 90  | 75   | 3      | 1     | 44     |
| 3    | 7   | Christian Lundgaard   | Arrow McLaren           | Chevrolet | 2,1222                        | 90  |      | 3      | 2     | 35     |
| 4    | 26  | Colton Herta          | Andretti Global         | Honda     | 7,2620                        | 90  | 3    | 3      | 5     | 33     |
| 5    | 5   | Pato O’Ward           | Arrow McLaren           | Chevrolet | 10,3286                       | 90  |      | 3      | 14    | 30     |
| 6    | 60  | Felix Rosenqvist      | Meyer Shank Racing      | Honda     | 27,6686                       | 90  |      | 2      | 15    | 28     |
| 7    | 66  | Marcus Armstrong      | Meyer Shank Racing      | Honda     | 28,8640                       | 90  |      | 3      | 8     | 26     |
| 8    | 27  | Kyle Kirkwood         | Andretti Global         | Honda     | 31,8748                       | 90  |      | 3      | 7     | 24     |
| 9    | 18  | Rinus VeeKay          | Dale Coyne Racing       | Honda     | 33,9777                       | 90  |      | 2      | 26    | 22     |
| 10   | 8   | Kyffin Simpson        | Chip Ganassi Racing     | Honda     | 34,9879                       | 90  | 1    | 2      | 3     | 21     |
| 11   | 6   | Nolan Siegel          | Arrow McLaren           | Chevrolet | 35,3276                       | 90  |      | 3      | 4     | 19     |
| 12   | 28  | Marcus Ericsson       | Andretti Global         | Honda     | 38,3348                       | 90  |      | 3      | 10    | 18     |
| 13   | 90  | Callum Ilott          | Prema Racing            | Chevrolet | 39,8048                       | 90  |      | 3      | 24    | 17     |
| 14   | 45  | Louis Foster (R)      | RLL                     | Honda     | 40,2151                       | 90  |      | 3      | 6     | 16     |
| 15   | 20  | Alexander Rossi       | Ed Carpenter Racing     | Chevrolet | 43,7343                       | 90  |      | 3      | 11    | 15     |
| 16   | 14  | Santino Ferrucci      | A.J. Foyt Racing        | Chevrolet | 45,8651                       | 90  |      | 3      | 17    | 14     |
| 17   | 4   | David Malukas         | A.J. Foyt Racing        | Chevrolet | 47,9888                       | 90  |      | 3      | 13    | 13     |
| 18   | 77  | Sting Ray Robb        | Juncos Hollinger Racing | Chevrolet | 48,7960                       | 90  |      | 3      | 19    | 12     |
| 19   | 76  | Conor Daly            | Juncos Hollinger Racing | Chevrolet | 57,3140                       | 90  |      | 3      | 12    | 11     |
| 20   | 30  | Devlin DeFrancesco    | RLL                     | Honda     | 57,6819                       | 90  |      | 4      | 23    | 10     |
| 21   | 83  | Robert Shwartzman (R) | Prema Racing            | Chevrolet | 58,8091                       | 90  |      | 3      | 27    | 9      |
| 22   | 51  | Jacob Abel (R)        | Dale Coyne Racing       | Honda     | 59,3303                       | 90  |      | 3      | 25    | 8      |
| 23   | 3   | Scott McLaughlin      | Team Penske             | Chevrolet | 1 Rd.                         | 89  |      | 5      | 21    | 7      |
| 24   | 15  | Graham Rahal          | RLL                     | Honda     | 1 Rd.                         | 89  |      | 4      | 20    | 6      |
| 25   | 21  | Christian Rasmussen   | Ed Carpenter Racing     | Chevrolet | Treibstoffmangel              | 54  |      | 1      | 16    | 5      |
| 26   | 12  | Will Power            | Team Penske             | Chevrolet | Defekt                        | 79  |      | 1      | 22    | 5      |
| 27   | 2   | Josef Newgarden       | Team Penske             | Chevrolet | Unfall                        | 89  |      | 0      | 18    | 5      |

(R)=Rookie / 2 Gelbphasen für insgesamt 8 Rd. / alle Starter auf Firestone-Reifen